# I.L
『I.L』（アイエル）は、手塚治虫による日本の各回読み切りの漫画。『ビッグコミック』（小学館）にて1969年8月から1970年3月にかけて連載された。

## 概要
『地球を呑む』に続く『ビッグコミック』連載作品である。『地球を呑む』は長編作品にするか読み切り形式にするかで手塚の中でも迷いがあった結果、中途半端に終わってしまったという反省を踏まえ、『I.L』では最初から、1回1話完結形式の読み切り連載として描かれた。
タイトルは、手塚自身は「I'll（私は～であろう）」とするつもりであったが、雑誌に掲載された予告で「I.L」と掲示されたため、これをヒロインの名前に採用し、タイトルそのものも「I.L」とした。手塚は綿密に計算したプロットを用意して執筆することが多いが、プロットを状況に応じて柔軟に変化させていくライブ感覚も併せ持っており、本作のタイトル変更のエピソードなどは、こうした手塚のライブ感覚の一端をうかがわせる典型的な例と言える。
手塚治虫漫画全集の『I.L』2巻（講談社）では手塚自身が、以下のように語っている。
- 反響は、前作『地球を呑む』よりも良かったが、大河ものを期待していたファンからは、物足らない、小わざだ、という大多数の意見があった[1]。
  - 『ばるぼら』と同工異曲のファンタジーものなので、リアリティーに欠けるきらいがあったせいかもしれない[1]。
- 手塚自身には「女性のからだ」は描けないため、本作のこのヒロインのデッサンはむちゃくちゃとなっている[1]。
  - 手塚治虫漫画全集に再録する際に大部分を修正しようとも思ったが、そのまま収録している[1]。
- 革マル、フーテン、不条理映画、ベトナム戦争といった執筆当時の情報がいろいろ盛り込まれている[1]。

大林宣彦は小学館文庫版1巻にて「天才の失敗作は、凡人の成功作よりも遥かに魅力的である。」として評価している。また、大林はI.Lと大作が恋に落ちたことが失敗の原因と指摘している。

## あらすじ
実験映画の全盛期に反発する映画監督の伊万里大作は、やけくそで実験映画のパロディーを作って廃業に追い込まれる。
面白くない気分で街をぶらついているうちに、怪しい家屋に引き寄せられ、その中でアルカード伯爵と名乗る怪人物から、現実社会がもっと神秘的なものとなるように、この世の陰の演出家を務めてほしい、と強引に言い渡される。
そして姪だという不思議な乙女、I.Lが委ねられる。I.Lは棺桶にこもって、誰にでも変身することのできる女優だった。（以上、第1話「箱の女」）
箱の女
かつては一流の映画監督として名が知られていた伊万里大作は、映画に夢が持てなくなり、むちゃくちゃな映画「睾丸殿下」を作って映画界に別れを告げた。
3年が過ぎたある日、街角の占い師の言葉に従って向かった家で、大作はアルカード伯爵と名乗る謎の人物と出会い、アルカード伯爵から大作に「現実世界を演出する監督」を依頼され、役を演じる役者として、棺の中に入った美女I.Lを提供した。I.Lは老若男女、どんな人物にも変身できる不思議な力があった。
蛾
大作への依頼主は、主人が異常なほどの蛾のマニアで、蛾を見ないと性的にも興奮しないという妻。I.Lはその妻の姿に変身し、依頼者の家に行って夫とベッドを共にする。いつもと違って積極的な妻の態度に夫は戸惑うが、妻の下半身を見ると、巨大な蛾となっていた。
メッセンジャー
病気で余命数日と宣告された女性が依頼主。女性には愛していた男性がいたが、男性は一度も見舞いに訪れていない。自分の姿になってその男性と会い、自分が元気になったと伝えて欲しいとのことだった。
男性の居所を見つけるが、その男性、プレイボーイであり依頼主の女性ともただの遊びだったとのこと。
フラレルノ大統領の宝
某国ではクーデターによりフラレルノ大統領が幽閉されて死刑にされることに。大統領の第十婦人だった日本人のマヤコは、いちはやく日本へ逃げ帰っていたが、大統領はマヤコを愛しており、自分を捨てたとは思ってもいなかった。しかし、マヤコは日本で若い男と遊び歩き、気ままな暮らしを送っている。
大作はI.Lをマヤコに変身させ、大統領の元へと送りこむことにした。
ブロッケンの妖怪
スラブリア人民共和国では人民弾圧が続いていた。スラブリアの地下組織の女リーダー・ルンカの亡命を手助けしてほしいと大作は頼まれる。
I.Lはルンカになりすまし、本物のルンカは亡命のために国境の山へと向かったが、ルンカの元恋人が、ルンカと別れたくないがために、ルンカが亡命することを人民共和国警察に密告してしまっていた。
身代金
ある大学教授の息子が誘拐されて、身代金が要求される。I.Lは、誘拐された息子の姉に変身し、身代金を持って犯人の元へと向かうが、犯人に姉ではないことを見破られ、金だけを持ち去られてしまった。
フーテン芳子の物語
大作とI.L、新宿でフーテン暮しをしている芳子という娘と知りあう。芳子は全身に花の入れ墨を彫っていた。女剥製師の菊地に声をかけられ、彫ったものだというが、菊地と芳子は女同士でありながら愛しあう関係にもあった。元々放浪癖のあった芳子は、ある日突然、ニューギニアへ行くと言い出すのだが、直後から芳子は姿を消してしまう。I.Lは菊地が芳子の消息を知っているに違いないと考え、菊地の仕事場を尋ねる。
マネキン
I.Lは自分が身代わりをするだけで、自分自身で恋をしたことがないことを悩んでいた。
今回の依頼は、ある洋服店のショーウィンドウでマネキン人形になってほしいというもの。実はその洋服店。近くアメリカの女性国務長官が来店することになっており、洋服店の店主が、女性国務長官の爆殺を企てていたのである。しかし、I.Lは店主に恋をしはじめていた。
栄光の掟
I.Lへの依頼はある会社の女社長の身代わり。その女社長の一族は、一族の長が毎年一度、先祖の墓の穴に入って祈祷するという風習があるのだという。I.Lがその墓の穴へ入ってみると、女社長は服毒自殺していた。会社の幹部の男にそのことを話すと、子どもを産めない体だった女社長が一族の血が絶えるのを心配し、I.Lに自分の身代わりとして子どもを産んでほしいと思っていたというのだ。
封蝋
I.Lは、とある地方の病院で看護婦に変身して住み込んでいた。院長には、末期ガンで死を待つ妻がいた。院長は妻に、貝塚から発掘された巻貝の中に封入されていた古代人の毒薬を飲ませるべきか悩んでいた。その毒薬はわずかな量で苦しみもなく安楽死ができるものだった。妻は院長が止めるのもきかずに古代人の毒を飲み、死んでしまった。院長は、妻が死ぬ用紙をI.Lが見ていたことを知ると、毒の秘密を守るためにI.Lを殺そうとする。
南から来た男
依頼主はベトナムの脱走してきたアメリカ兵。そのアメリカ兵は、戦地で5人の女性を強姦して殺し、その罪を問われていた。そこでアメリカ兵男は、I.Lに代わる代わる5人の女性に変身してもらい、5人が実は生きていたと思わせてほしいというものだった。I.Lは依頼を断わるが、アメリカ兵はI.Lの棺をロープで木にくくりつけて帰れないようにしていた。仕方なく棺に入ったI.Lは、殺された血まみれの女の姿になって現われる。
ラスプーチン
大作の旧友でもある映画監督の弟子原は、エログロ表現と豪放磊落な性格から、ラスプーチンとあだ名されていた。その弟子原が好んで起用していた女優の五目側女（）が自殺する。大作は自殺の真相を探るために、I.Lに弟子原好みの肉体派女優に変身させ、送りこんだ。
眼
青年・瀬山明は生まれたときから目の見えなかったが、医学の進歩によって20年目にして視力を得た。しかし、同時にこれまで明の世話を献身的に行っていた女性・桑田みゆきが姿を消す。みゆきは自分の容姿に自信がなかったため、明から幻滅されるのを恐れて逃げたのだった。みゆきはI.Lに、声と体つきは自分と同じで、容姿だけは美しい女性となり、自分に代わって明と会ってほしいと依頼した。しかし、明はI.Lがみゆき本人ではないことを即座に見破る。
ハイエナたち
大作は、新幹線の中で、別れた妻・可世子と再会した。浮気症で大作を捨てて別の男と逃げた可世子だったが、その男とも別れてひとり料亭の女将をやっているのだそうだ。可世子から、ヨリを戻そうと告げられたが、可世子は何者かに殺されてしまった。
可世子の死の真相を探るため、大作はI.Lを可世子に変装させ、料亭に向かわせた。しかし、I.Lもいつしか大作を愛するようになっており、複雑な気持ちを抱える。
可世子が生きていたことを知り、慌てだした男たち。彼らは可世子に、秘密を握られていたのであった。

## 単行本
- COM名作コミックス『I.L』（虫プロ商事）全1巻
- ハードコミックス『I.L』（大都社）全1巻
- 手塚治虫漫画全集『I.L』（講談社）全2巻
- 小学館叢書『I.L』（小学館）全1巻
- 小学館文庫『I.L』（小学館）全1巻
- 手塚治虫文庫全集『I.L』（講談社）全1巻
- I.L アイエル ≪オリジナル版≫（復刊ドットコム）全1巻 - 雑誌初出時のカラーページを再録。単行本未収録のページも連載時通りに掲載し、全扉絵、予告カットも収録する[2]。
- 黒の手塚治虫シリーズ『魔性』（三栄書房、ISBN 978-4779623844） - 『ばるぼら』と共に収録。